# Моральний абсолютизм
Моральний абсолютизм (моральний авторитаризм) — морально-ціннісна позиція, яка виходить із того, що моральні норми чи критерії оцінки вже задані, відомі і не підлягають обговоренню; їх джерелом є якийсь найвищий авторитет (Бог, Історія тощо).
«Чистий» моральний авторитаризм зустрічається у вигляді віри, що етика, мораль дані людям об'єктивно, ззовні, у чітко сформульованому вигляді як заповіді Бога, і тому не можуть ставитися під сумнів. Такий погляд відповідає закритим суспільствам. Закритість тут важлива у двох аспектах. У внутрішньому — моральні приписи не можуть бути предметом обговорення. У зовнішньому — відсутність інформації про системи моралі в інших суспільствах.
Моральний абсолютизм є протилежним  моральному релятивізму.

## Див.Також
- Абсолютизм
- Моральний релятивізм